# Tu-14 (航空機)
ツポレフ Tu-14
Tu-14
- 用途：雷撃機
- 製造者：ツポレフ
- 運用者：ソビエト海軍航空隊
- 初飛行：1949年10月13日
- 生産数：約150機
- 運用開始：1952年
- 退役：1959年

ツポレフ Tu-14（Tupolev Tu-14、NATOコードネーム：ボースン、USAF/DOD コードネーム：Type 35）は、イリューシン Il-28との競争試作に敗れたツポレフ Tu-73から派生したソビエト連邦の双発ターボジェットエンジンの軽爆撃機である。本機は1952年から1959年までソビエト海軍航空隊の機雷/雷撃連隊により雷撃機として使用され、中華人民共和国へ輸出された。

## 開発
Tu-14は元々、左右主翼下にロールス・ロイス ニーンのコピーであるクリーモフ RD-45と垂直尾翼基部にロールス・ロイス ダーウェントのコピーのクリーモフ RD-500を装備した3発機Tu-73を起源としていた。ニーンの更なる強力版であるクリーモフ VK-1が入手可能になるとRD-500を搭載する必要が無くなり準備段階の設計が変更され、これに内部設計番号「81」が与えられた。その他の大きな変更点は5人目の搭乗員が操作するPSBN航法レーダーを追加装備した点であったが、これはソ連空軍（VVS）に採用を却下された。ツポレフは胴体背面と下面の銃塔を取り去り、搭乗員を爆撃手/航法士、操縦士、尾部銃手の3名に削減した案として再設計を行った。この機体は胴体前部に2門の固定式23 mm (0.91 in) NR-23機関砲を装備していたが銃手用に独立した与圧コンパートメントを備えるように胴体の設計が変更され、機尾のKDU-81銃塔にも2門のNR-23機関砲を装備していた。
キャンセルされたTu-73S試作機の部品を使用して1949年8月に試作機の製造が始まり、10月に完成した。1949年10月13日から1950年1月21日まで製造者側のテストが実施され、1月23日から5月27日まで行われた運用者側の領収テストによりKDU-81銃塔の問題の解決、操縦士と銃手用の射出座席と温風式防氷装置の装備、機首に搭載された機関砲の改修が図られた。早まってTu-73Sの生産を始めてしまったイルクーツクの工場で5機のTu-14の前量産型がTu-73Sの部品を使用して製造されたが、これらの機体は前記の改修点が盛り込まれていなかった。この中の1機がモスクワに送られ、ソビエト海軍航空隊により雷撃機としての評価が行われた。6番目の機体は全ての改修点を盛り込み海軍航空隊の要求により航法士用の射出座席を備え、1951年5月に評価が行われた。これはTu-14Tとして量産に移されるように推奨され、1952年に海軍航空隊に就役した。
Tu-14は約150機が生産され、1959年まで海軍航空隊の機雷/雷撃連隊で使用された。退役後はラムジェット エンジンの評価を含む各種のテストに使用された。最大で50機の中古のTu-14が中国人民解放軍空軍に供与されたが、定かな機数と日付は分かっていない。
前量産型2号機のTu-14は、設計局の名称「89」を与えられて昼間/夜間写真偵察機に改装された。この改装は僅かなもので、非与圧の中央胴体に2基の回転カメラを、爆弾倉内に2個の燃料タンクともう1基のカメラを収納し、昼間写真撮影用に更に別の1基の傾斜カメラが機尾に配されていた。全てのカメラとカメラ用窓は高高度での曇りと着氷を防ぐための電熱装置を備えていた。夜間撮影任務では爆弾倉内の燃料タンクとカメラは取り外され、目標を照射するための各種照明弾を携行した。これに加えて特殊カメラによりPSBN-M航法レーダーの表示装置が撮影可能となっており、操縦士と航法士の双方が音声記録装置を使用して自身の監視活動を記録できたが、既にVVSは「89」が初飛行を行った1951年3月23日時点で標準型Il-28の偵察機型Il-28Rを使用することに決めていたためツポレフは軍の領収テストにこの機体を提供することを取り止めた。

## 派生型
- Tu-14 - 軽爆撃機版（就役せず）
- Tu-14R - 偵察機版（試作機のみ）
- Tu-14T - 雷撃機版

## 運用
ソビエト連邦
- ソビエト海軍航空隊

 中国
- 中国人民解放軍空軍

## 要目

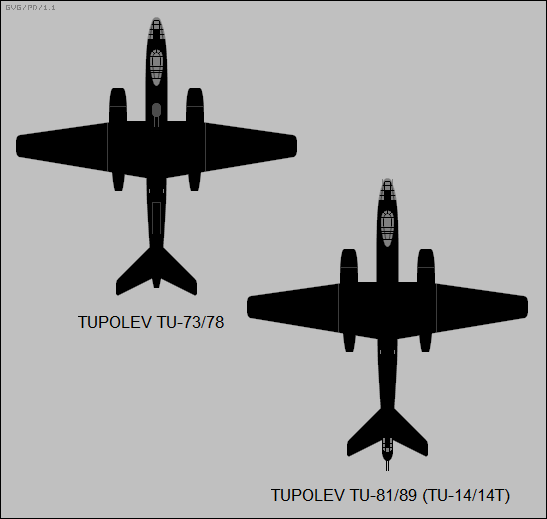
上面図

(Tu-14) Data from Gunston, Tupolev Aircraft since 1922
- 乗員：3名
- 全長：21.95 m (72 ft)
- 全幅：21.69 m (71 ft 2 in)
- 全高：5.69 m (18 ft 8 in)
- 翼面積：67.36 m² (725 ft²)
- 翼面荷重：311 kg/m² (64 lb/ft²)
- 空虚重量：14,930 kg (32,914 lb)
- 全備重量：20,930 kg (46,046 lb)
- 最大離陸重量：25,350 kg (55,866 lb)
- 推力重量比：0.3
- エンジン：2 × クリーモフ VK-1 ターボジェットエンジン、26.5 kN (5,950 lbf)
- 最大速度：848 km/h (529 mph)
- 航続距離：2,930 km (1,820 mi[4])
- 巡航高度：11,200 m (36,745 ft)
- 武装：
  - 機関砲：2 × NR-23（前方固定）
  - 機関砲：2 × AM-23（回転銃塔）
  - 爆弾、機雷、魚雷を最大3,000 kg (6,610 lb)
- アビオニクス
  - PSBN-M 航法レーダー